# Thomas Fearn

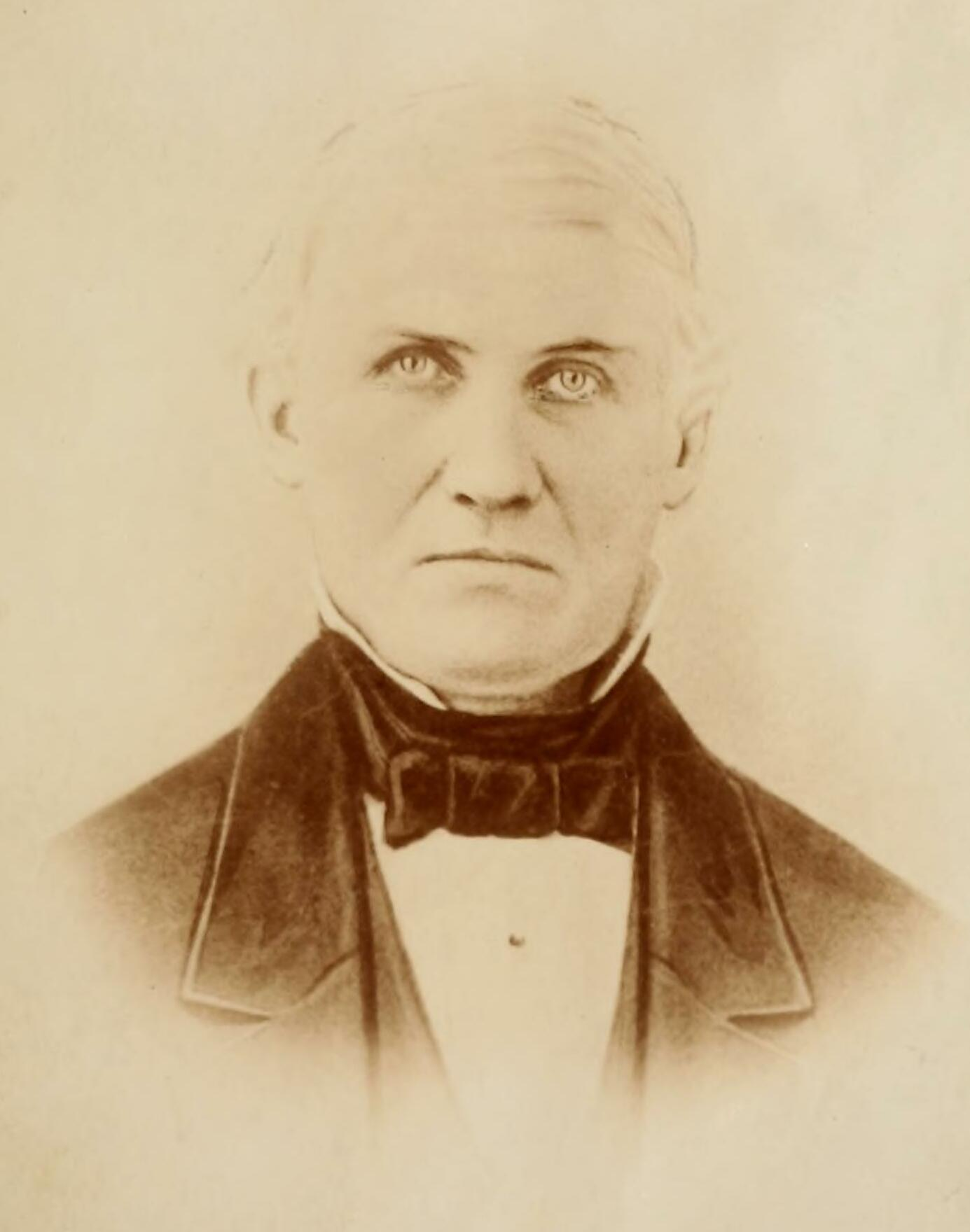
Thomas Fearn (1861)

Thomas Fearn (* 15. November 1789 in Pittsylvania County, Virginia; † 16. Januar 1863 in Huntsville, Madison County, Alabama) war ein amerikanischer Politiker.
Er diente während des Britisch-Amerikanischen Kriegs in der United States Army. Später war er Mitglied der State Legislature von Alabama. Nach der Sezession von Alabama wurde er in den Provisorischen Konföderiertenkongress gewählt, trat aber schon nach der ersten Sitzung am 16. März 1861 zurück.
Thomas Fearn ist auf dem Maple Hill Cemetery in Huntsville beigesetzt. Er war der Vater von Sally Fearn, die mit William Taylor Sullivan Barry verheiratet war.